# Mopti (Kreis)

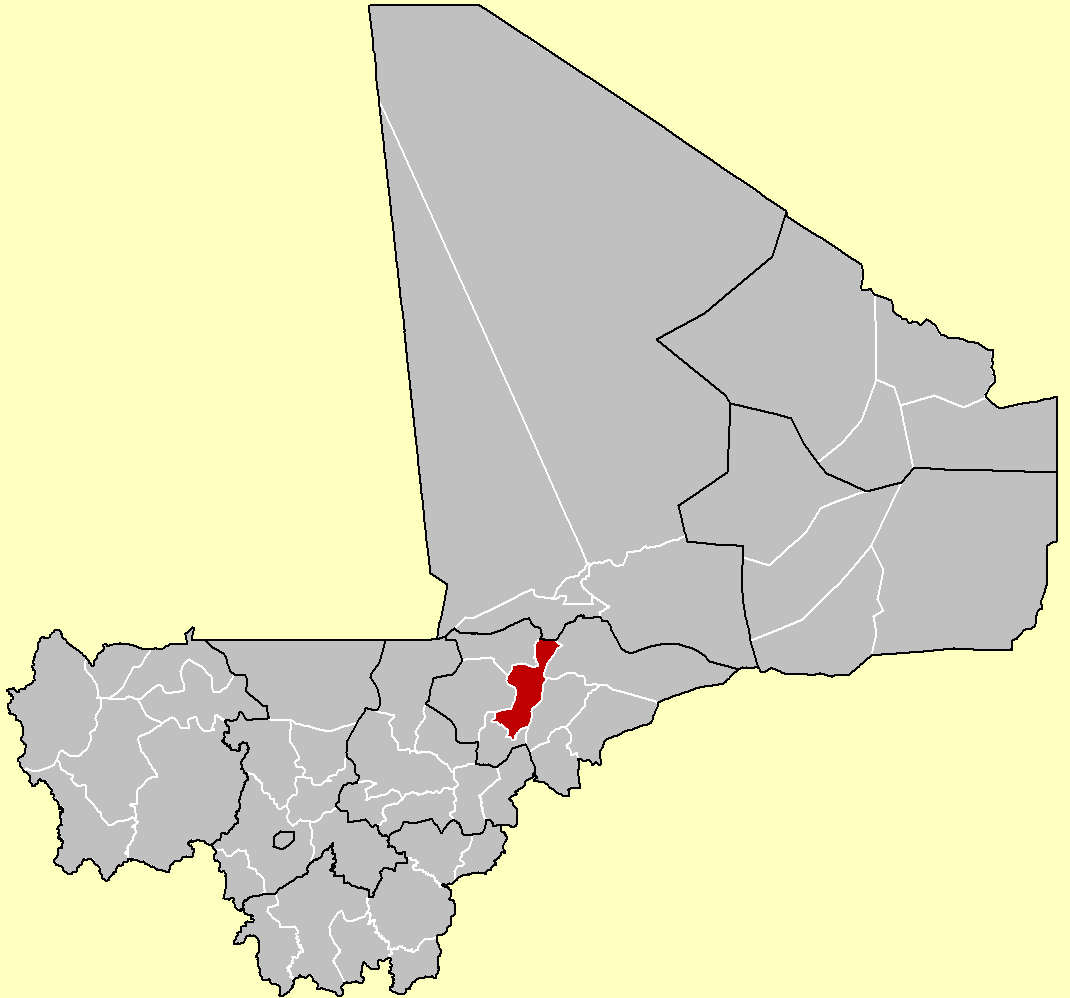
Kreis Mopti

Mopti ist der Name eines Kreises (franz. cercle de Mopti) in der gleichnamigen Region Mopti in Mali.
Der Kreis teilt sich in 15 Gemeinden, die Einwohnerzahl betrug beim Zensus 2009 368.512 Einwohner. (Zensus 2009)
Gemeinden: Mopti (Hauptort), Bassirou, Borondougou, Dialloubé, Fatoma, Konna, Korombana, Koubayé, Kounari, Ouro-Modi, Ouroubé Doudé, Sasalbé, Sio, Socoura, Soyé. 